# Gniezno
Gniezno (in tedesco Gnesen, anticamente in italiano Gesna) è un'antica città della Polonia, situata nel voivodato della Grande Polonia, circa 50 km a est di Poznań, nella zona centro-occidentale del paese. Fu la prima capitale della Polonia intorno alla fine del X e l'inizio dell'XI secolo. Successivamente la corte polacca si trasferì a Cracovia. Gniezno fu anche sede del primo arcivescovado polacco.

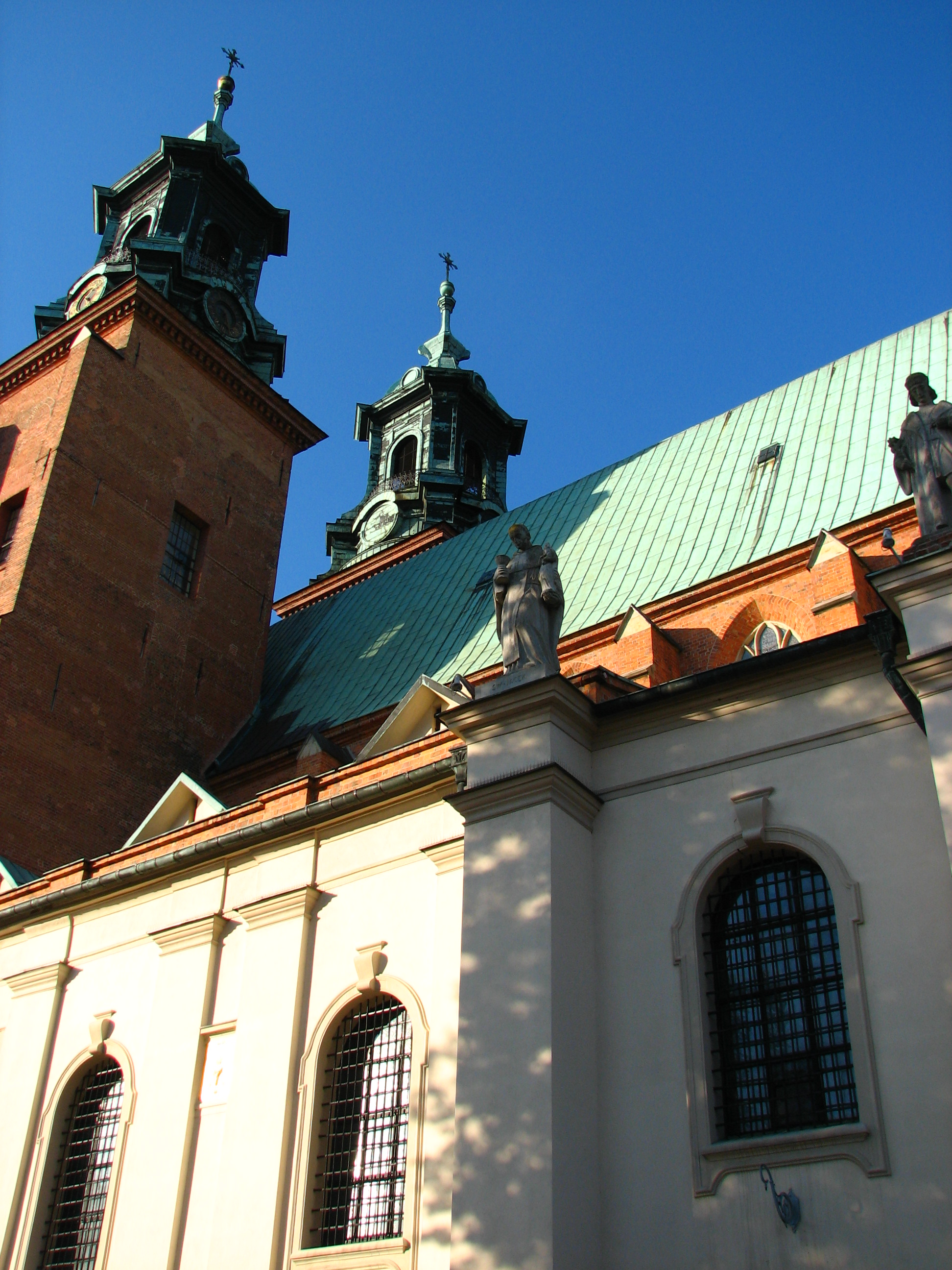
La cattedrale di Gniezno, una delle più antiche di tutta la Polonia.

## Storia
Diverse prove archeologiche mostrano la presenza di insediamenti umani che risalgono al Paleolitico. I primi insediamenti di popolazioni slave risalgono all'VIII secolo mentre la fortezza venne edificata intorno all'800. Nel 966 diviene sede di quella che fu la prima manifestazione del popolo polacco come tale. Il capostipite dei Piasti, Mieszko I di Polonia, fondò qui le basi della cultura e unità nazionale polacca, riunendo le prime genti sotto la sua bandiera che è poi quella che ha dato origine all'attuale bandiera polacca, avvicinando il suo popolo alla Chiesa convertendosi, e ampliando ulteriormente la città che divenne poi arcivescovado ed il luogo delle incoronazioni reali. Nel 1038 i Boemi del duca Bretislao distrussero la città e ciò spinse i sovrani polacchi a spostare la capitale dello stato nella più sicura Cracovia.

## Monumenti e luoghi d'interesse
- Basilica Cattedrale Primaziale di Gniezno; è la più antica cattedrale di Polonia ed è dedicata all'Assunzione di Maria Vergine e a Sant'Adalberto.
- Museo delle origini dello Stato polacco (Muzeum Początków Państwa Polskiego).